# Kansuke Jamamoto (umělec)

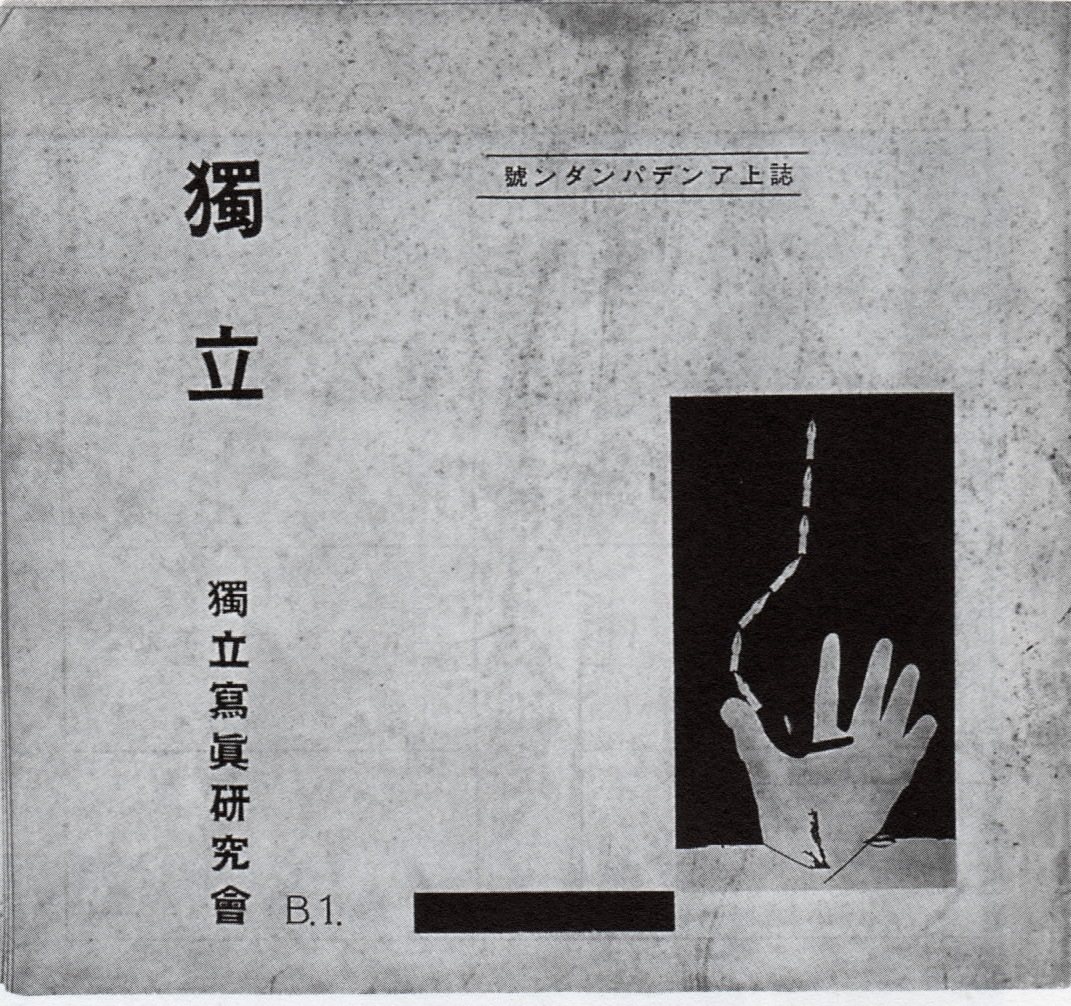
Titulní strana časopisu Dokuricu (Nezávislost), fotografie: „Rozvíjející se lidská myšlenka, poslední hodina před soumrakem“, leden 1932

Kansuke Jamamoto (山本 悍右, Jamamoto Kansuke, 30. března 1914, Nagoji – 2. dubna 1987) byl japonský fotograf a básník. Byl také významný japonský surrealista.

## Životopis

### Narození
Narodil se v Naka-ku, Nagoja, Aiči, Japonsko. Byl nejstarším synem Gory Jamamoty (1880–1941), který byl zakládajícím členem klubu Aiyu Photography Club. Goro provozoval fotografické studio a obchod prodávající fotoaparáty v Nagoji.

### Setkání se surrealismem
Se surrealismem a dadaismem se setkal v básnickém časopisu „cine“, který vydával Jamanaka Chiruuem, a který propagoval surrealismus v Japonsku. V patnácti letech začal psát básně. V roce 1929 promoval na Druhé komerční škole v Nagoji. Ten rok začal psát poezii. Ještě před závěrečnou zkouškou opustil univerzitní uměleckou školu Meidži v Tokiu, kde se specializoval na francouzskou literaturu a vrátil se do města Nagoja. V roce 1931, ve věku 17 let, publikoval svá díla v časopise Dokuricu (Nezávislý), který vydávalo „Dokuricu Šašin Kenkyu Kai (Nezávislé sdružení pro výzkum fotografie)“.

### Kansuke Jamamoto jako surrealista

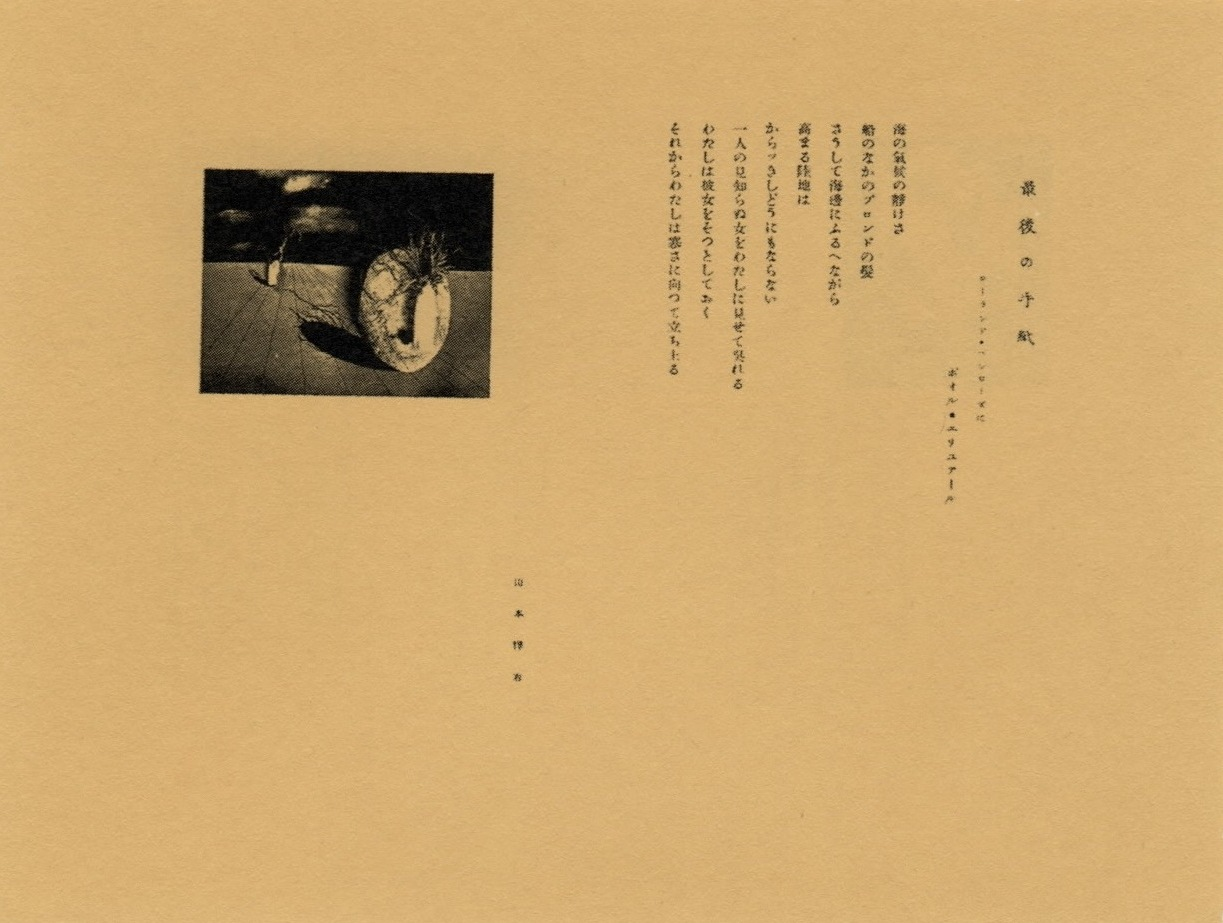
Noční fontána Vol.1, 1. listopadu 1938

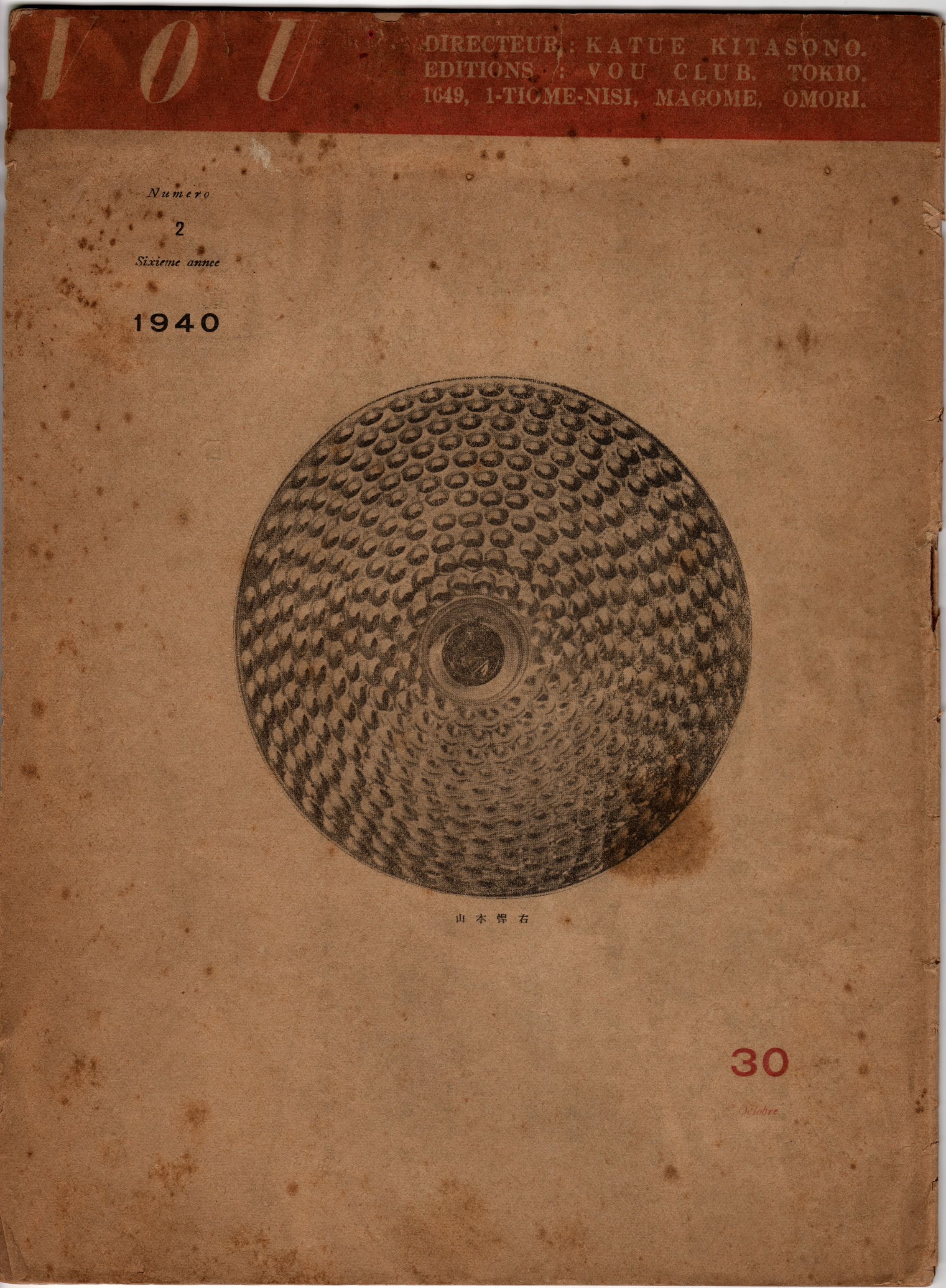
VOU, titulní strana, vyd. 30, 1940

Nejstarší z jeho existujících děl se nazývá „Aru Ningen no Šisou no Hatten ・・・ Moya to Šinšicu (Rozvíjející se lidská myšlenka, poslední hodina před soumrakem)", které vyšlo v časopise v roce 1932. V roce 1936 změnil své čínské znaky z 勘 助 (Kansuke) na 悍 右 (Kansuke). V roce 1938 založil surrealistický časopis o poezii s názvem „Joru no Funsui (Noční fontána)“. Ale následující rok byl donucen vydávání ukončit kvůli autoritativnímu tlaku zákona o zachování míru.
V roce 1939 založil skupinu s názvem „Nagoya Photo Avant-Garde“ s osobnostmi jako byli: Tajima Tsugio, Minoru Sakata, Šimozato Yošio, Jamanaka Chiruu a dalšími. Skupina aplikovala surrealismus na své fotografie a jejich tvorba získala mezinárodní pozornost některými časopisů jako například Photo Times nebo Camera Art. V roce 1939 se stal členem spolku “VOU”, a setrval až do rozpuštění skupiny v roce 1972. Také založil divizi „VIVI“ (1948–1950), „Sdružení Bijyucu Bunka, divize fotografie“ (1949–1954), „Mado (Windows)“ (1953–1958), „Honoo (Plamen)“ (1955–1961)., "Subjektivní fotografická federace Japonska" (1956), "ESPACE" (1956–1958), "Arukišine" (1958), "Avant-Garde Association of Poets" (1958) a "Nagoya Five" (1963–1964).
Často vytvářel díla, která surrealisticky naznačovala svobodu, protiválečný a protivládní přístup.

### Pozdější život
Asi v období 1965–1975, vedl mladou generaci jako poradce Fotografické federace studentů Chubu. Po smrti věnoval své tělo vědě prostřednictvím Nagoja University School of Medicine a v souladu s jeho vůlí se neuskutečnil žádný pohřeb.

## Díla jako součást sbírek
- Městské muzeum umění Nagoja
- Tokijské muzeum fotografie
- Muzeum umění Santa Barbara
- Muzeum J. Paula Gettyho (J. Paul Getty Trust)
- Institut umění v Chicagu
- Smithsonian's Freer, Sackler, Washington DC

## Výstavy

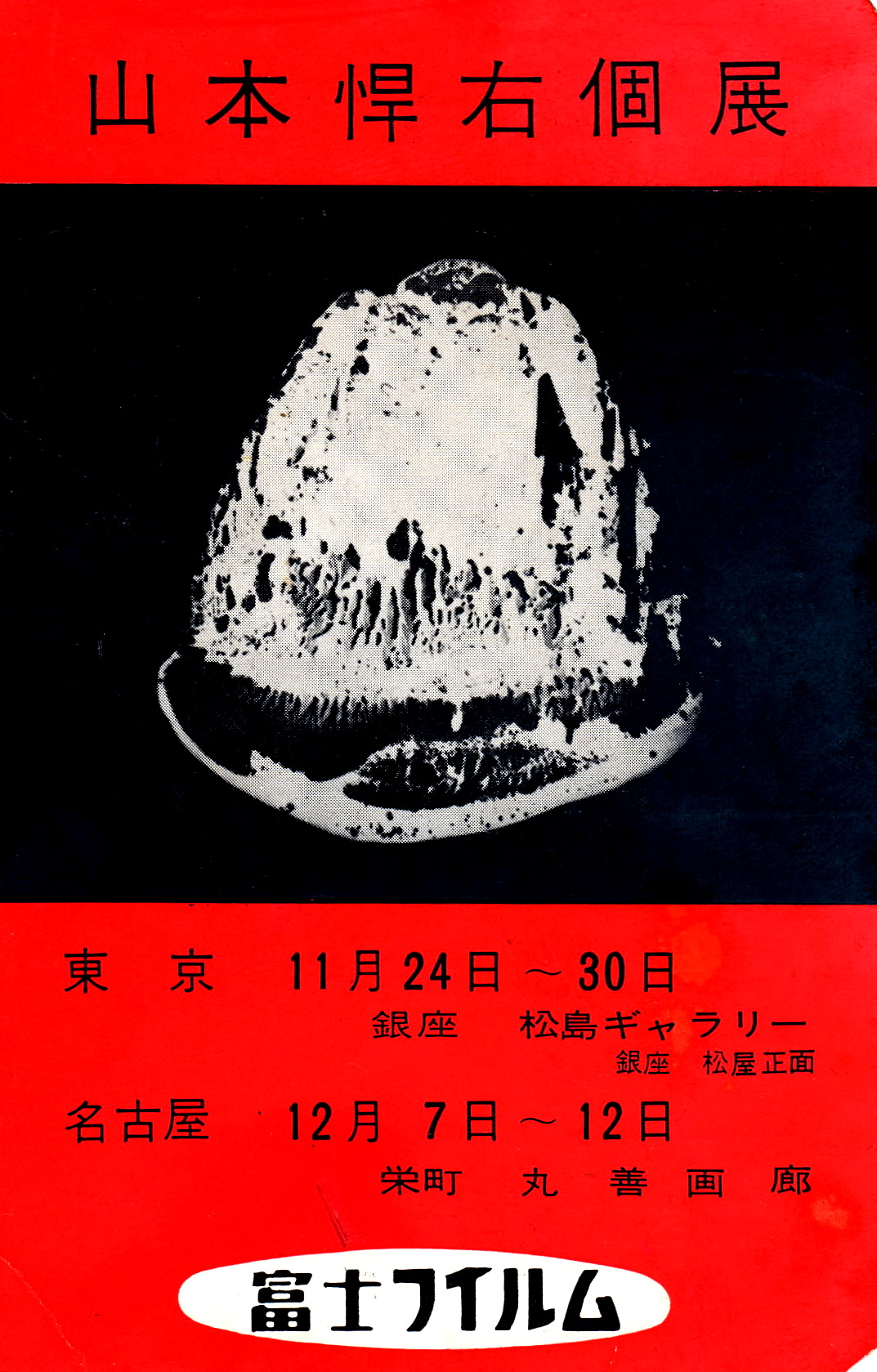
Výstava Kansuke YAMAMOTO 1956. Tokio a Nagoya.

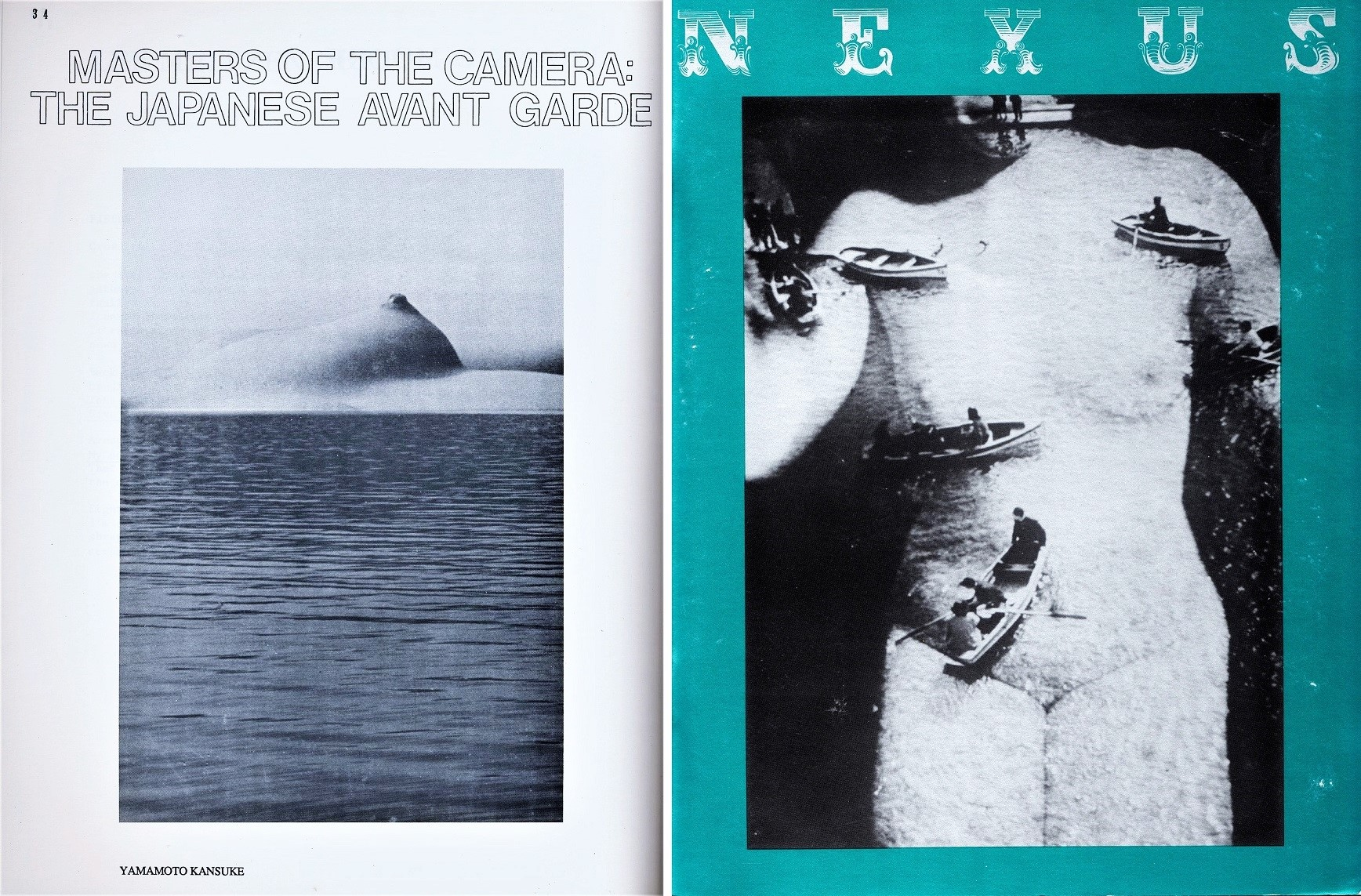
Mistři FOTOAPARÁTU : JAPONSKÁ AVANTGARDA, YAMAMOTO KANSUKE, vyd. NEXUS svazek 22, Dayton OH. USA 1989

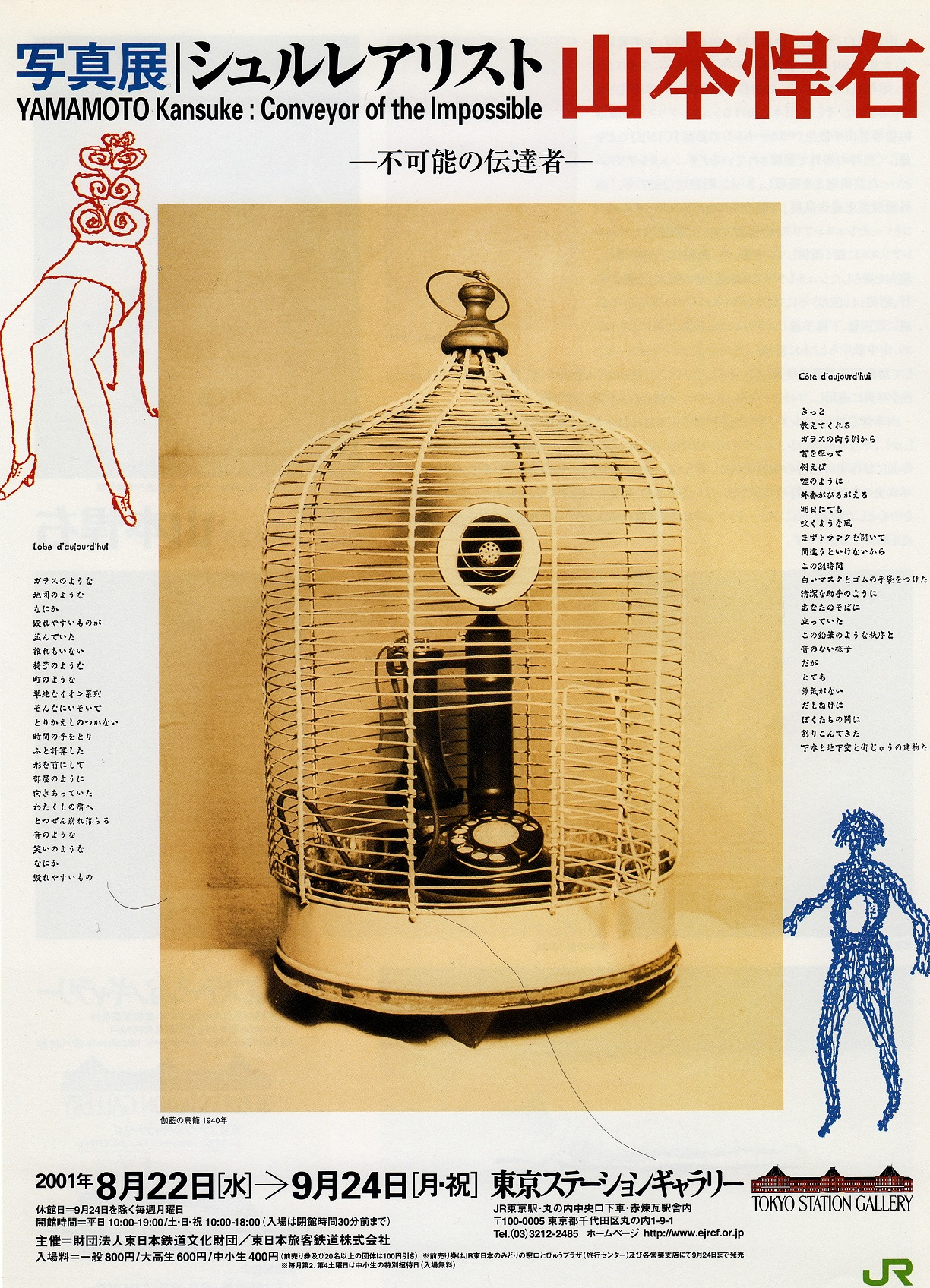
Výstava YAMAMOTO Kansuke v Tokyo Station Gallery, 2001

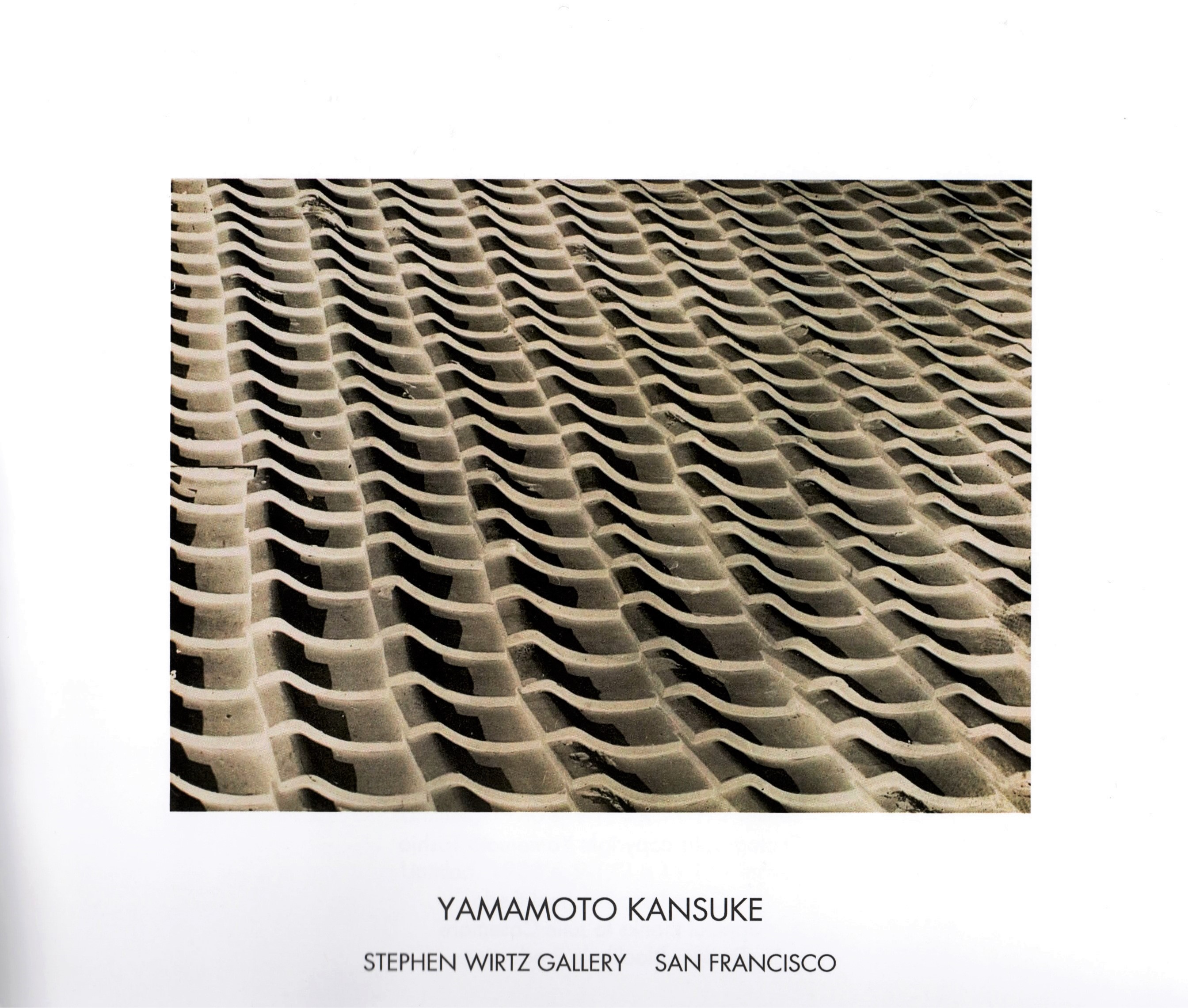
Výstava Kansuke Jamamoto 2006. STEPHEN WIRTZ GALERIE, SAN FRANCISCO.

Paris Photo 2015 amanasalto. Díla Kansuka Jamamoty

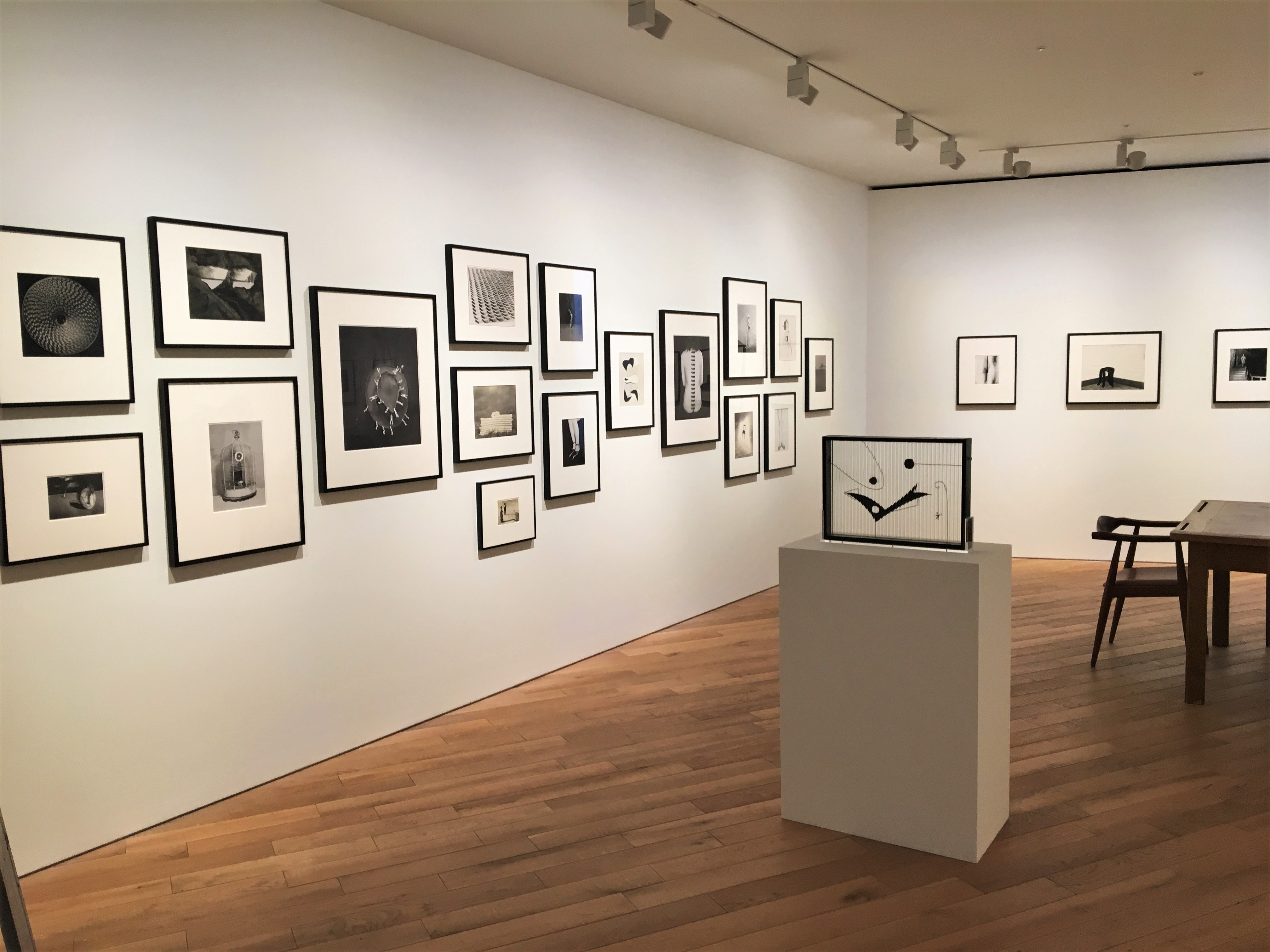
Výstava Kansuke Jamamoto 2017 Taka Išii Gallery Tokyo

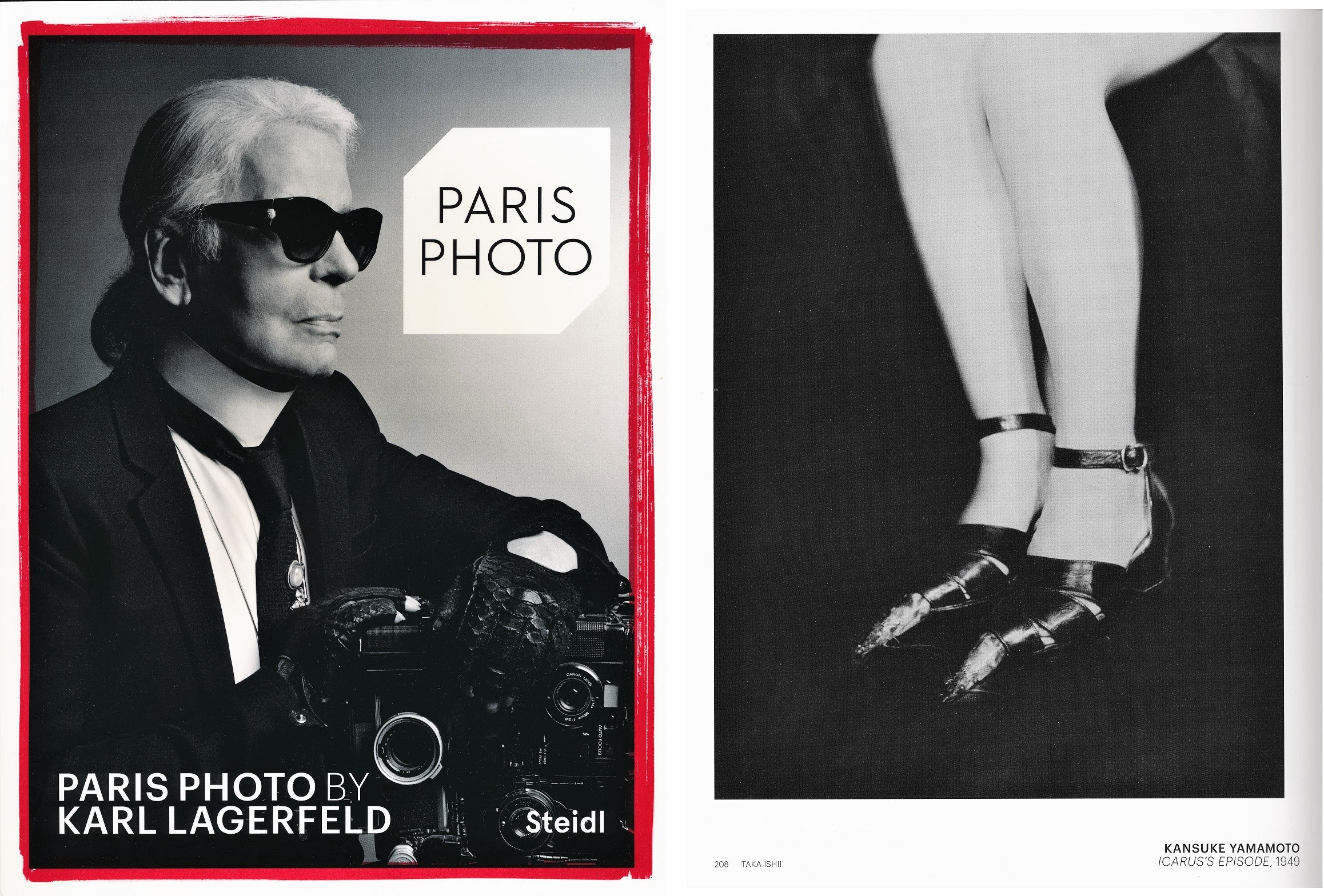
Icarova epizoda, 1949

- 1936 Personal Exhibition / Maruzen Gallery, Nagoya, Japonsko
- 1939 The Blue Wonder Association Exhibition / Maruzen Gallery, Nagoya, Japonsko
- 1948–1950 VIVI / Maruzen Gallery, Nagoya, Japonsko
- 1949 Modern Art / Micukoši Gallery, Nihonbaši, Japonsko
- 1949 – 1954 Bijyucu Bunka Art Association Exhibition / Tokyo Metropolitan Art Museum etc.
- 1952　Photographers of Figurative art / Aoyanagi-Hirokoji-Ten, Nagoya, Japonsko
- 1953 Mado (Windows) / Nagoya, Kobe, Japonsko
- 1953 Abstraction and Fantasy: How to Understand Non-figurative (Non-realistic) Painting / National Museum of Modern Art, Tokyo
- 1956 – 1961 Honoo (Flame) / Konica Gallery (Konica Minolta Plaza), Tokyo, Osaka, and Nagoya, Japonsko
- 1956 International Subjective Photography / Takašimaya Gallery, Nihonbaši, Japonsko
- 1956 Personal Exhibition / Macušima Gallery, Ginza, Japonsko
- 1956 Personal Exhibition / Maruzen Gallery, Nagoya, Japonsko
- 1957 Personal Exhibition / Konica Gallery (Konica Minolta Plaza), Fukuoka, Japonsko
- 1957 – 1976 VOU Exhibition / Kunugi Gallery, Ginza, Tokyo, Japonsko etc.
- 1957 Modern Art Photography Group / Kunugi Gallery, Ginza, Tokyo, Japonsko
- 1958 ESPACE / Maruzen Gallery, Nagoya, Japonsko
- 1958 Exhibition of Japan Subjective Photography / Fuji Photo Salon (FUJIFILM Photo Salon), Tokyo, Japonsko
- 1958 The Vanguard of Photography and Poetry / Mimacu Publishing, Inc. Gallery, Tokyo, Japonsko
- 1960 The Sense of Abstraction / The Museum of Modern Art (MoMA), New York CityA.
- 1960 Subjective Photography / Konica Gallery (Konica Minolta Plaza), Tokyo, Japonsko
- 1963 Šusen Kai
- 1963–1964 Nagoya Five / Fuji Photo Salon (FUJIFILM Photo Salon), Tokyo, etc.
- 1968 VERB / Aichi Prefectural Museum of Art, Japonsko
- 1978–1982 The Exhibition of The Committee of The Chubu Headquarter of The All-Japan Association of Photographic Societies / Aichi Prefectural Museum of Art, Japonsko
- 1983 Pictures of Jamamoto Kansuke / New French School, Nagoya, Japonsko
- 1986 Avant-Garde Photography, Italy and Japan / The Contemporary Art Gallery, Seibu Department Stores, Ikebukuro, Tokyo, Japonsko
- 1986 VOU / Rhode Island School of Design Museum
- 1988 The Art of Modern Japanese Photography / Two Houston Center
- 1988 Surrealist Kansuke Jamamoto Exhibition / IMAGINATION MARKET Q&P, Ginza, Tokyo, Japonsko
- 1988 The 150 years of Fine Art Photography – Francie, Japonsko, America / Tsukašin Hall, Amagasaki, Hyogo, Japonsko
- 1988 Fine Art Photography in Japan 1920's – 1940's / Konica Plaza (Konica Minolta Plaza), Šinjuku, Tokyo, Japonsko
- 1988 Japanese Photography in 1930s / The Museum of Modern Art, Kamakura & Hayama, Japonsko
- 1989 Avant-Garde Photography of Nagoya / Nagoya City Art Museum, Japonsko
- 1990 The Silent Dialogue: Still Life in the West and Japan / Šizuoka Prefectural Museum of Art, Japonsko
- 1990 Surrealism in Japan / Nagoya City Art Museum, Japonsko
- 1990 Modernism in Nagoya 1920's – 1930's / INAX　Gallery, Nagoya, Japonsko
- 1995 The Founding and Development of Modern Photography in Japan / Tokijské muzeum fotografie, Japonsko
- 1995 The Age of Modernism / Tokijské muzeum fotografie, Japonsko
- 1995 Collage, A Method of Contemporary Art / Nerima Art Museum, Japonsko
- 2001 Modern Photography in Japan 1915–1940 / Ansel Adams Gallery, San Francisco, U.S.A.
- 2001 Jamamoto Kansuke: Conveyor of the Impossible / Tokyo Station Gallery, Japonsko
- 2003 The History of Japanese Photography / The Museum of Fine Arts, Houston etc.
- 2004 Provincial Fine Arts / Nagoya　City Art Museum, Aichi, Japonsko
- 2005 How Photography changed People's Viewpoints / Tokijské muzeum fotografie, Japonsko
- 2006 Kansuke Jamamoto / Stephen Wirtz Gallery、San Francisco, U.S.A.
- 2006 Curators' Choice from The Collection of Tokijské muzeum fotografie / Tokijské muzeum fotografie, Japonsko
- 2006 Collage and Photomontage / Tokijské muzeum fotografie, Japonsko
- 2006 The World of Jamamoto Kansuke / Došisha University, Tokyo office
- 2007 The New Modern: Pre- and Post-War Japanese Photography / Santa Barbara Museum of Art, Santa Barbara, U.S.A.
- 2007 Master the Museum's Collection / Nagoya City Art Museum, Japonsko
- 2007 Living in the Material World -'Things' in Art of the 20th Century and Beyond / The National Art Center, Tokyo, Japonsko
- 2008 Surrealism and Photography / Tokijské muzeum fotografie, Japonsko
- 2009 20 Years of Nagoya City Art Museum / Nagoya City Art Museum, Japonsko
- 2010 World of Surrealism by the Collection / Nagoya City Art Museum, Japonsko
- 2012 Drawing Surrealism / Los Angeles County Museum of Art (LACMA), Los Angeles, U.S.A.
- 2012 Japan ・ Object 1920's – 70's / Urawa Art Museum, Saitama, Japonsko
- 2013 Drawing Surrealism / The Morgan Library &amp; Museum, New York CityA.
- 2013 Japan's Modern Divide: The Photographs of Hiroši Hamaya and Kansuke Jamamoto / The J. Paul Getty Museum, Los Angeles, U.S.A.
- 2014 Enjoy the Art World with your loved one / Nagoya City Art Museum, Japonsko
- 2015 1940s -Rediscovery of 20th Century Japanese Art / Mie Prefectural Art Museum, Japonsko
- 2015 Paris Photo 2015 / Grand Palais, Paříž, Francie
- 2016 Art Central Hong Kong, Hong Kong
- 2016 Kansuke Jamamoto / Taka Išii Gallery New York, New York City
- 2016 Art Basel (Taka Išii Gallery), Basilej, Švýcarsko
- 2016 Frieze Londýn, Frieze Art Fair (Taka Išii Gallery), Londýn, Anglie
- 2016 Paris Photo 2016 (Taka Išii Gallery) / Grand Palais, Paříž, Francie
- 2016 BLACK SUN/RED MOON / RATIO 3, San Francisco, U.S.A.
- 2016 Japanese Photography from Postwar to Now / San Francisco Museum of Modern Art (SFMoMA), San Francisco, U.S.A.
- 2017 Kansuke Jamamoto / Taka Išii Gallery Photography / Film, Roppongi, Tokyo
- 2017 Group Exhibition Japanese Surrealist Photography / Taka Išii Gallery Tokyo, Roppongi, Tokyo
- 2017 Art Basel Hong Kong (Taka Išii Gallery) / Hong Kong
- 2017 Kansuke Jamamoto / Taka Išii Gallery New York, New York City
- 2017 SP-Arte (Taka Išii Gallery) / Fundação Bienal de São Paulo, São Paulo, Brazílie
- 2017 Art Basel (Taka Išii Gallery) / Basel, Švýcarsko
- 2017 Frieze Londýn, Frieze Art Fair (Taka Išii Gallery), Londýn, Anglie
- 2017 Paris Photo 2017 (Taka Išii Gallery) / Grand Palais, Paříž, Francie
- 2018 THE MAGAZINE and THE NEW PHOTOGRAPHY: KOGA and JAPANESE MODERNISM. / Tokyo Photographic Art Museum
- 2018 SHAPE OF LIGHT 100 YEARS OF PHOTOGRAPHY AND ABSTRACT ART / Tate Modern, Tate Britain, Londýn, Anglie
- 2018 Kansuke Jamamoto / Taka Išii Gallery New York, New York City
- 2018 Kansuke Jamamoto / Nonaka-Hill, Los Angeles
- 2019 Homage to the Bauhaus / Djanogly Gallery, Nottingham Lakeside Arts Centre, Nottingham, Anglie
- 2019 Aichi Art Chronicle 1919–2019 /Aichi Prefectural Museum of Art, Aichi
- 2019 Japanese Photography – 1930s – 1970s / Mai 36 Galerie, Zurich
- 2021 The Movement Of Modern Photography In Nagoya 1911–1972 / Nagoya City Art Museum, Japonsko
- 2021 From the museum collection 2021: second period / Aichi Prefectural Museum of Art[1]
- 2021 “Surrealism Beyond Borders” / Metropolitan Museum of Art, New York[2]

## Katalogy ze samostatných výstav
- "YAMAMOTO Kansuke : Conveyor of the Impossible", John Solt and Kaneko Ryuichi, East Japan Railway Culture Foundation, 2001
- "YAMAMOTO KANSUKE" STEPHEN WIRTZ GALLERY SAN FRANCISCO 2006
- Japan's Modern Divide: The Photographs of Hiroši Hamaya and Kansuke Jamamoto (2013); editoři: Judith Keller & Amanda Maddox, příspěvky: Kotaro Iizawa, Ryuichi Kaneko, Jonathan Reynolds; published by The J. Paul Getty Museum
- "Kansuke Jamamoto", Ryuichi Kaneko, Taka Išii Gallery, 2017

## Knihy Kansuka Jamamoty

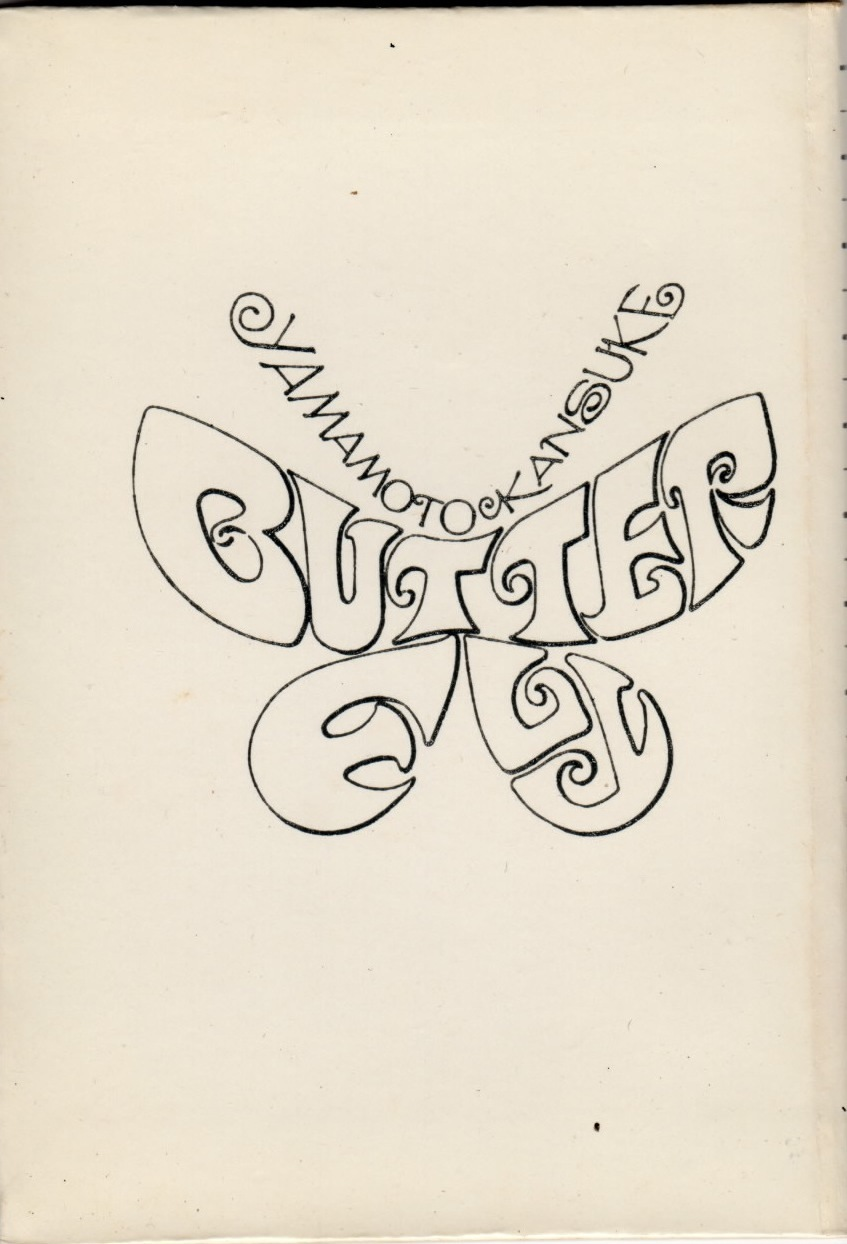
Butterfly, 1970

- Kansuke Jamamoto, "Yoruno Funsui", 1938–
- Kansuke Jamamoto, "Batafurai (Butterfly)", Nagoya Miniature Books Publishing, 1970
- 『Kansuke Jamamoto』Fotografie a texty. vyd.: Fine-Art Photography Association Tokio 2017

## Vybraná díla

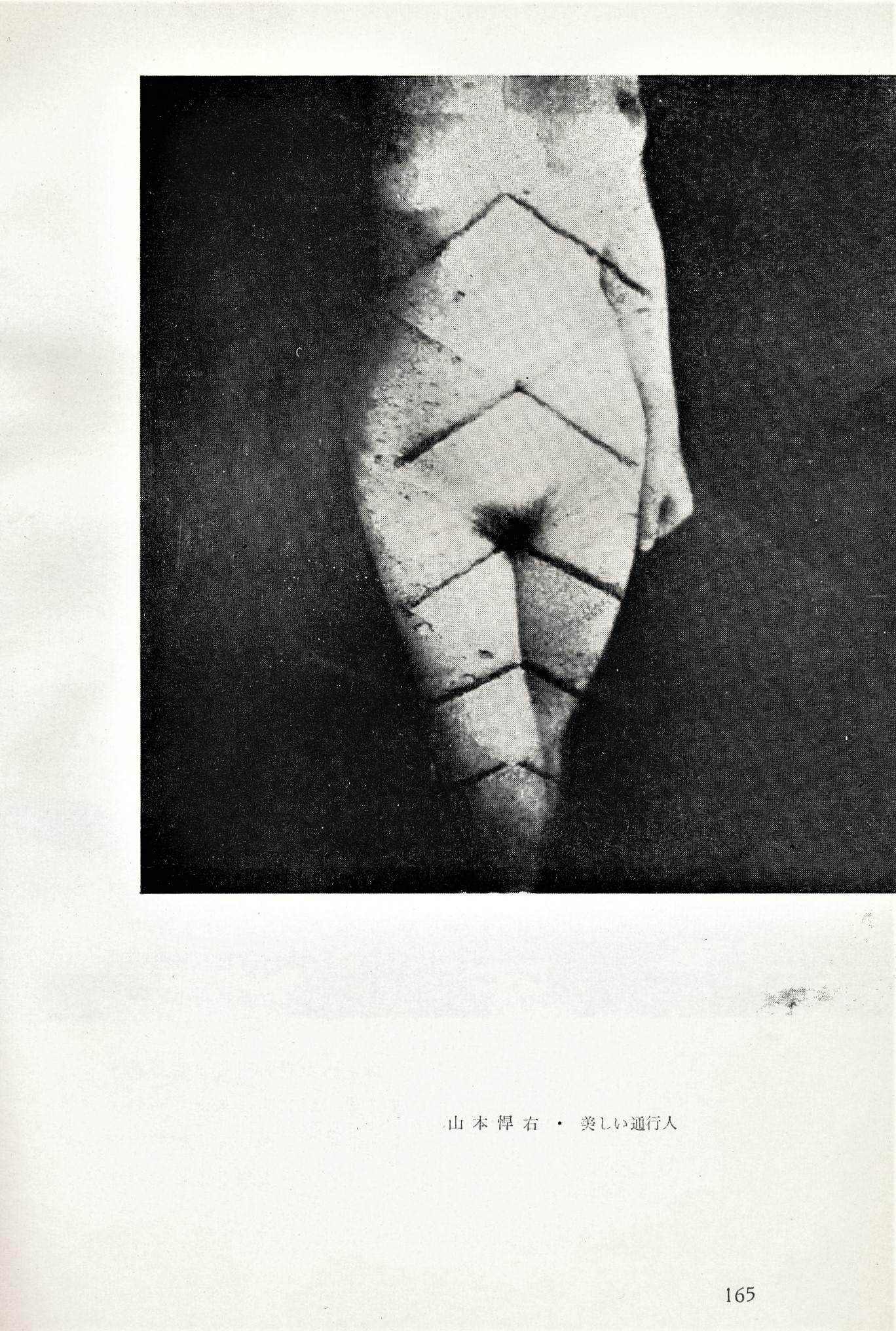
Krásná kolemjdoucí 1956

- The Developing Thought of a Human... Mist and Bedroom, 1932, Kansuke Jamamoto, collage, and bromo-stříbrný tisk. Sbírka Nagoya City Art Museum.
- Title unknown, 1933, Kansuke Jamamoto, bromo-stříbrný tisk, 25.2 × 30.0 cm. Soukromá sbírka.
- Title unknown, 1938, Kansuke Jamamoto, bromo-stříbrný tisk, 18.7 × 24.5 cm. Sbírka Gloria Katz and Willard Huyck.
- Title unknown, 1938, Kansuke Jamamoto, bromo-stříbrný tisk, 15.9 × 24.6 cm. Sbírka Nagoya City Art Museum.
- Title unknown, 1939, Kansuke Jamamoto, bromo-stříbrný tisk, 24.4 × 29.6 cm.
- Untitled, asi 1930–1940, Kansuke Jamamoto, bromo-stříbrný tisk, 43.8 × 36.2 cm. Sbírka Daniel Greenberg and Susan Steinhauser.
- Buddhist Temple's Birdcage, 1940, Kansuke Jamamoto, bromo-stříbrný tisk, 25.7 × 17.9 cm. Sbírka The Art Institute of Chicago.
- Variation of "Buddhist Temple's Birdcage", 1940, Kansuke Jamamoto, bromo-stříbrný tisk, 30.2 × 24.8 cm. Sbírka Nagoya City Art Museum.
- Self-Portrait, 1940, Kansuke Jamamoto, bromo-stříbrný tisk, 46. × 56.4 cm. Soukromá sbírka.
- Title unknown, ca. 1940s, Kansuke Jamamoto, bromo-stříbrný tisk, 25.2 × 17.7 cm.
- View with a Ship Passing Through, 1941, Kansuke Jamamoto, Collage, 24.5 × 30.3 cm. Soukromá sbírka.
- Stapled Flesh, 1949, Kansuke Jamamoto, bromo-stříbrný tisk, 31.1 × 24.8 cm. Sbírka Santa Barbara Museum of Art.
- A Chronicle of Drifting, 1949, Kansuke Jamamoto, Collage, 30 × 24.8 cm. Sbírka The J.P.Getty Museum.
- Self-Portrait, 1949, Kansuke Jamamoto, bromo-stříbrný tisk, 25.2 × 17.9 cm. Soukromá sbírka.
- Scenery with Ocean, 1949, Kansuke Jamamoto, bromo-stříbrný tisk, 27.0 × 18.4 cm.
- Dream Passage, 1949, Kansuke Jamamoto, bromo-stříbrný tisk, 30.0 × 24.9 cm.
- Floating City, 1950, Kansuke Jamamoto, Gollage, 15.7 × 22.4 cm. Soukromá sbírka.
- Isamu Noguchi, 1950, Kansuke Jamamoto, bromo-stříbrný tisk, 23.4 × 18.2 cm.
- Gorgeous Departure, 1950, Kansuke Jamamoto, 27.8 × 22.7 cm.
- Reminiscence, 1953, Kansuke Jamamoto, bromo-stříbrný tisk. Sbírka Anne and David Ruderman.
- Relaxation Season, 1953, Kansuke Jamamoto, bromo-stříbrný tisk, 27.5 × 22.9 cm. Soukromá sbírka.
- Sleepy Sea, 1953, Kansuke Jamamoto, bromo-stříbrný tisk, 27.6 × 31.0 cm.
- Giving Birth to a Joke, 1956, Kansuke Jamamoto, bromo-stříbrný tisk, 42.5 × 55.6 cm. Soukromá sbírka.
- Rose and Shovel, 1956, Kansuke Jamamoto, bromo-stříbrný tisk, 31.9 × 34.9 cm. Soukromá sbírka.
- The Distance between the Landscape and the Dusk, 1956, Kansuke Jamamoto, Chromogenic print, 31.9 × 34.9 cm.
- Beautiful Passerby 1956,Kansuke Jamamoto, Chromogenic print
- My Thin-Aired Room, 1956, Kansuke Jamamoto, bromo-stříbrný tisk, 34.9 × 42.9 cm.
- My Thin-Aired Room, 1956, Kansuke Jamamoto, bromo-stříbrný tisk, 35.2 × 42.2 cm.
- My Thin-Aired Room, 1956, Kansuke Jamamoto, bromo-stříbrný tisk, 35.4 × 43 cm.
- My Thin-Aired Room, 1956, Kansuke Jamamoto, bromo-stříbrný tisk, 35.2 × 42.9 cm.
- The Man Who Went Too Far, 1956, Kansuke Jamamoto, bromo-stříbrný tisk.
- Cold Person, 1956, Kansuke Jamamoto, bromo-stříbrný tisk, 43.8 × 36.2 cm. Sbírka Gloria Katz and Willard Huyck.
- From the series of "Obaku", 1956, Kansuke Jamamoto.
- The Origin of History, 1956, Kansuke Jamamoto, Chromogenic print, 52.5 × 47.8 cm. Sbírka J. Paul Getty Museum.
- The Closed Room, 1958, Kansuke Jamamoto, bromo-stříbrný tisk, 35.9 × 45.0 cm.
- A Forgotten Person, 1958, Kansuke Jamamoto, Chromogenic Print, 46.2 × 33.0 cm. Sbírka J. Paul Getty Museum.
- (The hard, cobalt desert...), 1958, Kansuke Jamamoto.
- My Bench, 1963, Kansuke Jamamoto.
- I’d Like to Think While in the Body of a Horse, 1964, Kansuke Jamamoto, Chromogenic Print, 46.2 × 33.0 cm. Sbírka J. Paul Getty Museum.
- Suddenly in the Morning, 1958, Kansuke Jamamoto.
- Magnifying Glass, Rendezvous, 1970, Kansuke Jamamoto.
- Butterfly, 1970, Kansuke Jamamoto.
- The silver platter and the pigeon in the cage, / We suddenly have spring rain like typefaces today. / Cioran, / I. may talk to you again someday, 1979, Kansuke Jamamoto.
- Under rose flowers of exploding black gunpowder / Girl flutters her braided hair running to the plaza / Dawn laughs out loud swaying its shoulders, 1983, Kansuke Jamamoto.

### Katalogy výstav
- The Founding and Development of Modern Photography in Japan, Tokijské muzeum fotografie, 1995
- Surrealism in Japan, Nagoya City Art Museum, 1990
- Avant-Garde Photography of Nagoya, Nagoya City Art Museum, 1989
- YAMAMOTO Kansuke : Conveyor of the Impossible, John Solt and Kaneko Ryuichi, East Japan Railway Culture Foundation, 2001
- The History of Japanese Photography, Anne Wilkes Tucker, Dana Frs-Hansen II, Dana Friis-Hansen, Kaneko Ryuichi, Takeba Joe, Kotaro Iizawa, Kinošita Naoyuki, Yale University Press, 2003
- Drawing Surrealism, Leslie Jones, Isabelle Dervaux, Susan Laxton, Prestel Pub, 2012
- Japan's Modern Divide: The Photographs of Hiroši Hamaya and Kansuke Jamamoto (2013); Edited by Judith Keller & Amanda Maddox, with contributions by Kotaro Iizawa, Ryuichi Kaneko, Jonathan Reynolds; vyd. Muzeum J. Paula Gettyho
- Kansuke Jamamoto, Ryuichi Kaneko, Taka Išii Gallery, 2017

### Knihy
- Nagoya City Art Museum, Supervised by Hiroši Kamiya and Minako Tsunoda, Edited by Kazuo Jamawaki, Tošihide Yošida, Kacunori Fukaya, Satoši Jamada, Joe Takeba, Minako Tsunoda, Akiko Harasawa and Yuko Ito, Selected Works from the Collection of Nagoya City Art Museum, Nagoya City Art Museum, 1998
- Šigeiči Nagano, Kótaró Iizawa, and Naoyuki Kinošita, Japanese Photographers Vol.15 Kiyoši Koiši And Avant-garde Photographs, Iwanami Šoten, Publishers, 1999
- John Solt, Shredding the Tapestry of Meaning: The Poetry and Poetics of Kitasono Katue (1901–1978), Harvard University Press, 1999
- Tokijské muzeum fotografie, 328 Outstanding Japanese Photographers, Tankosha, 2000
- John Solt（překlad: Tecuya Taguchi）editor: Šúji Takašina, Takayuki Kojima, Ryósuke Óhaši, Yúko Tanaka, Noriko Hašimoto, 'On Kansuke Jamamoto', The Aesthetics of Japan, vol. 35, Toei-sha，2002
- Kazumiki Chiba, ‘YAMAMOTO Kansuke : Conveyor of the Impossible’,Exhibition Catalogues in the Age of Cross – Cultural and Cross-Genre Studies, editor Eiko Imahaši, 2003
- Kotaro Iizawa, From Eyes to Eyes, Walking Through Photo Exhibitions, 2001–2003, Misuzu Šobo, 2004
- Tecuya Taguchi, World of Kansuke Jamamoto, A World-class Photographer, Došisha, 2005
- Satomi Fujimura, An Introduction to the History of Photography, Section Two: CREATION, The Opening of Modern Age”, Šinchosha, 2005
- Teruo Išihara, RAVINE – Poem & Prose Little Anthology, Silver Paper Pub. Kyoto, 2011
- Kotaro Iizawa, Nobuo Ina, John Szarkowski and Ecuro Išihara, The Tales of Syašin (the first volume)：Words by Japanese Photographers 1889–1989, aurastudio, 2012
- Kotaro Iizawa, Deep Insight! 100 Super Masterpieces of Japanese Photographs, Pie Books, 2012
- Majella Munro, Communicating Vessels: The Surrealist Movement in Japan 1925–70”, Enzo Arts and Publishing Limited, 2012
- Nobuzo Kinošita, The Lives of Prodigy of Tokai, Edited by Šoko Komacu, Fubaisha, 2013
- Melusine n.36, Editions L'Age d'Homme, 2016 Paříž.
- PARIS PHOTO BY KARL LAGERFELD. Production and printing: Steidl, 2017

### Články
- Taylor Mignon, A ‘subversive’ finally brought in from the cold, The Japan Times, 15. srpna 2001
- John Solt, Perception, Misperception, Nonperception, Milk Magazine, 2005
- REAR, 'Rediscovery:The History of Photograph of Nagoya', Rear, Vol.14, 2006
- Alissa J. Anderson, Before and After the Bomb, Santa Barbara Independent, 1. února 2007
- Suzanne Muchnic, At the Getty, a focus on Asian photographs, Los Angeles Times, 15. dubna 2009
- Roberta Smith, Squiggles From the Id or Straight From the Brain, The New York Times, 24. ledna 2013
- Ánxel Grove, Exhiben a Hamaya y Jamamoto, dos deslumbrantes fotógrafos japoneses de principios del XX, 20 min, 2013
- Claire O'neill, Japanese Photography: A Tale Of Two Artists, National Public Radio, 12. března 2013
- Marc Haefele, PHOTOS: Realism meets Surrealism in Getty Japanese photography exhibit, Southern California Public Radio, 27. března 2013
- Richard B. Woodward, The Realist and the Surrealist, The Wall Street Journal, 3. dubna 2013
- Meher McArthur, “Japan’s Photographer Reflect the Realities of a Changing World”, Southern California Cultural Journal, KCET, 18. dubna 2013
- Lauren Russell, A surreal take on 20th-century Japan, CNN Photos – CNN.com blogs, 6. května 2013
- Danielle Sommer, “From Los Angeles: Japan’s Modern Divide” Archivováno 8. 8. 2020 na Wayback Machine., Art Practical, 6. května 2013
- Bondo Wyszpolski, “Japan’s Modern Divide: the Photographs of Hiroši Hamaya and Kansuke Jamamoto” Archivováno 5. 7. 2013 na Wayback Machine., Easy Reader, 12. května 2013
- Catherine Wagley, “Japan’s Modern Divide: the Photographs of Hiroši Hamaya and Kansuke Jamamoto” Archivováno 11. 11. 2014 na Wayback Machine., fotografie, 28. května 2013
- Smith, Douglas F., “Japan's Modern Divide: The Photographs of Hiroši Hamaya and Kansuke Jamamoto”, Library Journal; 15. června 2013, Vol. 138 vyd. 11, s. 88, 2013
- Leah Ollman, “2 Japanese photographers, 2 cultural camps at Getty Museum”, Los Angeles Times, 22. června 2013
- Colin Pantall, “Japan’s Modern Divide: the Photographs of Hiroši Hamaya and Kansuke Jamamoto” Archivováno 2. 11. 2023 na Wayback Machine., photo-eye Blog, 18. července 2013
- Akiko Horiyama, “Salad Bowl: Surreal Japan”, Mainiči šimbun, 19. srpna 2013
- Eiko Aoki, The Pacific Rim Divide of “Japan’s Modern Divide”, Trans-Asia Photography Review, Hampshire College, Volume 4, Issue 1: Archives, Fall 2013
- Eiko Aoki, “Behind the Folding Screen of “Japan’s Modern Divide” An interview with the curators of the Getty Museum’s Hiroši Hamaya and Kansuke Jamamoto Photo Exhibit”, Kyoto Journal, vol. 79, 23. února 2014
- Montse Álvarez, “Con Kansuke Jamamoto en la penumbra de lo real”, ABC Color, 11. května 2014

### Videa
- SoCal Japan News Digest, 6. dubna 2013, UTB Hollywood